# Leptolalax bourreti
Leptolalax bourreti là một loài ếch trong họ Megophryidae. Loài này có ở Việt Nam và có thể cả Thái Lan.
Các môi trường sống tự nhiên của chúng là các khu rừng ẩm ướt đất thấp nhiệt đới hoặc cận nhiệt đới, rừng mây ẩm nhiệt đới và cận nhiệt đới, và sông. Tình trạng bảo tồn của nó hiện chưa đủ thông tin.